# Tây Yorkshire
West Yorkshire là một hạt đô thị trong Yorkshire và Humber của nước Anh với dân số 2,2 triệu. West Yorkshire trở thành một hạt đô thị vào năm 1974 sau khi thông qua Đạo luật Chính quyền địa phương 1972.
West Yorkshire là một hạt không giáp biển, bao gồm năm quận đô thị (thành phố Bradford, Calderdale, Kirklees, thành phố Leeds và thành phố Wakefield) và có đường biên giới với các hạt Derbyshire (phía nam), Đại đô thị Manchester (ở phía tây nam), Lancashire (ở phía tây bắc), North Yorkshire (ở phía bắc và phía đông) và South Yorkshire (ở phía đông nam).
Hội đồng hạt West Yorkshire đã bị giải tán bỏ vào năm 1986, và do đó, huyện (quận trung tâm thành phố) là cơ quan có hoạt động đơn nhất. Tuy nhiên, quận đô thị, trong đó bao gồm diện tích 2.029 km vuông (783 sq mi), tiếp tục tồn tại trong pháp luật, và như một khung địa lý của các tài liệu tham khảo.
West Yorkshire bao gồm vùng đô thị West Yorkshire, đó là khu vực đô thị được xây dựng lên và lớn nhất trong phạm vi ranh giới quận lịch sử của Yorkshire.